# 徳島県立阿波西高等学校
徳島県立阿波西高等学校（とくしまけんりつあわにしこうとうがっこう）は、徳島県阿波市阿波町下喜来に所在する公立の高等学校。

## 設置学科
- 普通科

## 沿革
- 1958年 - 徳島県立川島高等学校阿波分教室として設置。
- 1960年 - 徳島県立川島高等学校阿波分校と改称。
- 1962年 - 徳島県立阿波商業高等学校として独立。
- 1997年 - 学科再編により商業科の募集を停止し、普通科を設置。徳島県立阿波西高等学校と改称。

## 校訓
- 道標
- 生活に誠を
- 言動に責任を
- 生涯に力を

## その他
2011年6月6日、同校硬式野球部の100mシャトルラン50回の練習中に、2年生男子部員（当時17歳）が熱中症による痙攣を発症し転倒、同年7月3日に多臓器不全で死亡。この男子生徒の両親は、監督が注意義務を怠ったためとして高松地方裁判所に訴訟を提起。一審にて原告の訴えを退ける判決。
2015年5月29日、二審の高松高等裁判所 （吉田肇裁判長） にて「生徒の体調の異変に気付き、練習を中止させるべきだった」として、両親側の訴えを認め徳島県に対し約4,500万円の支払いを命じた。
2016年1月25日、最高裁 （大谷直人裁判長） は、県側の上告を退け監督（当時）に過失責任があると判決、県に約4500万円の賠償を命じて結審。

## 出身者
- 藤井正助（阿波市長）